# Акатриней, Андрея
Андрея Акатриней (рум. Andreea Acatrinei, род. 7 апреля 1992) — румынская спортивная гимнастка. На Олимпийских играх 2008 года в Пекине в составе команды Румынии стала бронзовой призёркой (в командном первенстве).